# Organo della basilica di Valère

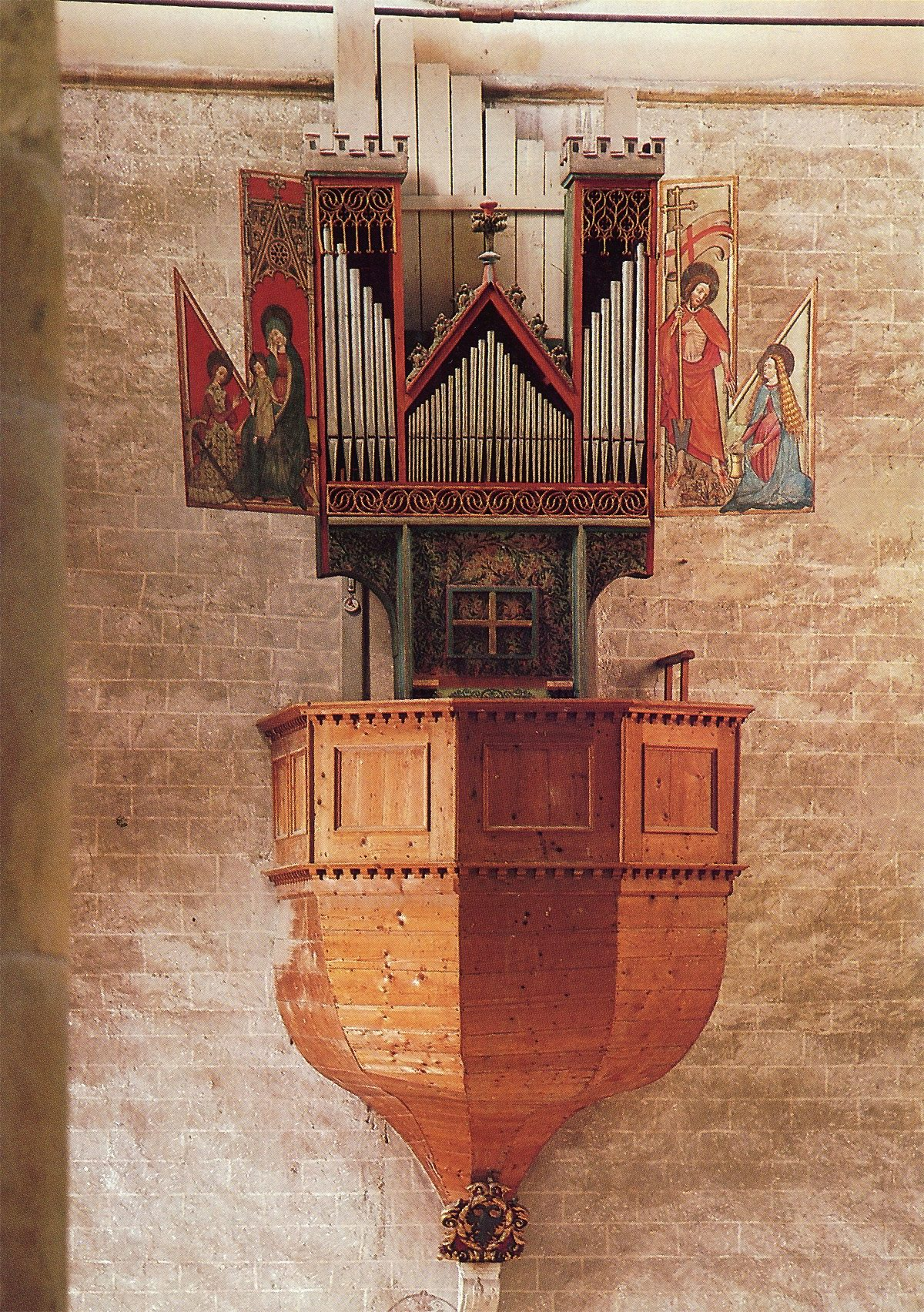
L'organo

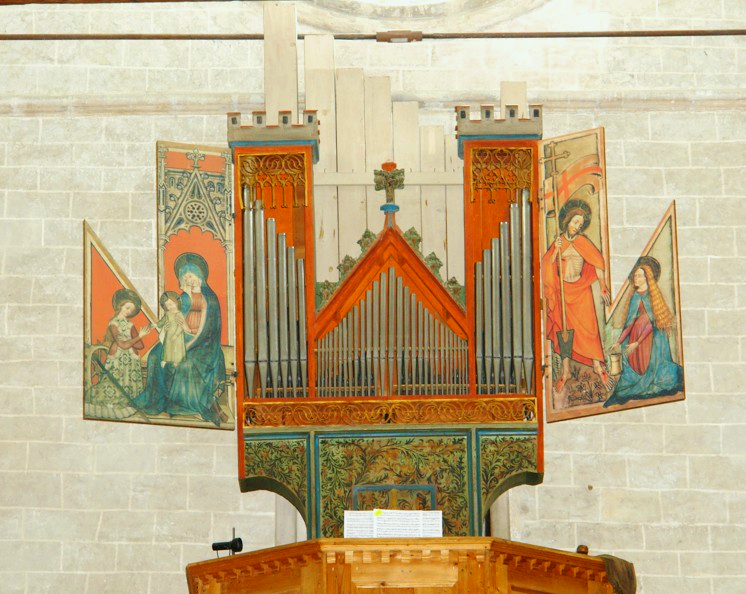
La cassa con le portelle dipinte

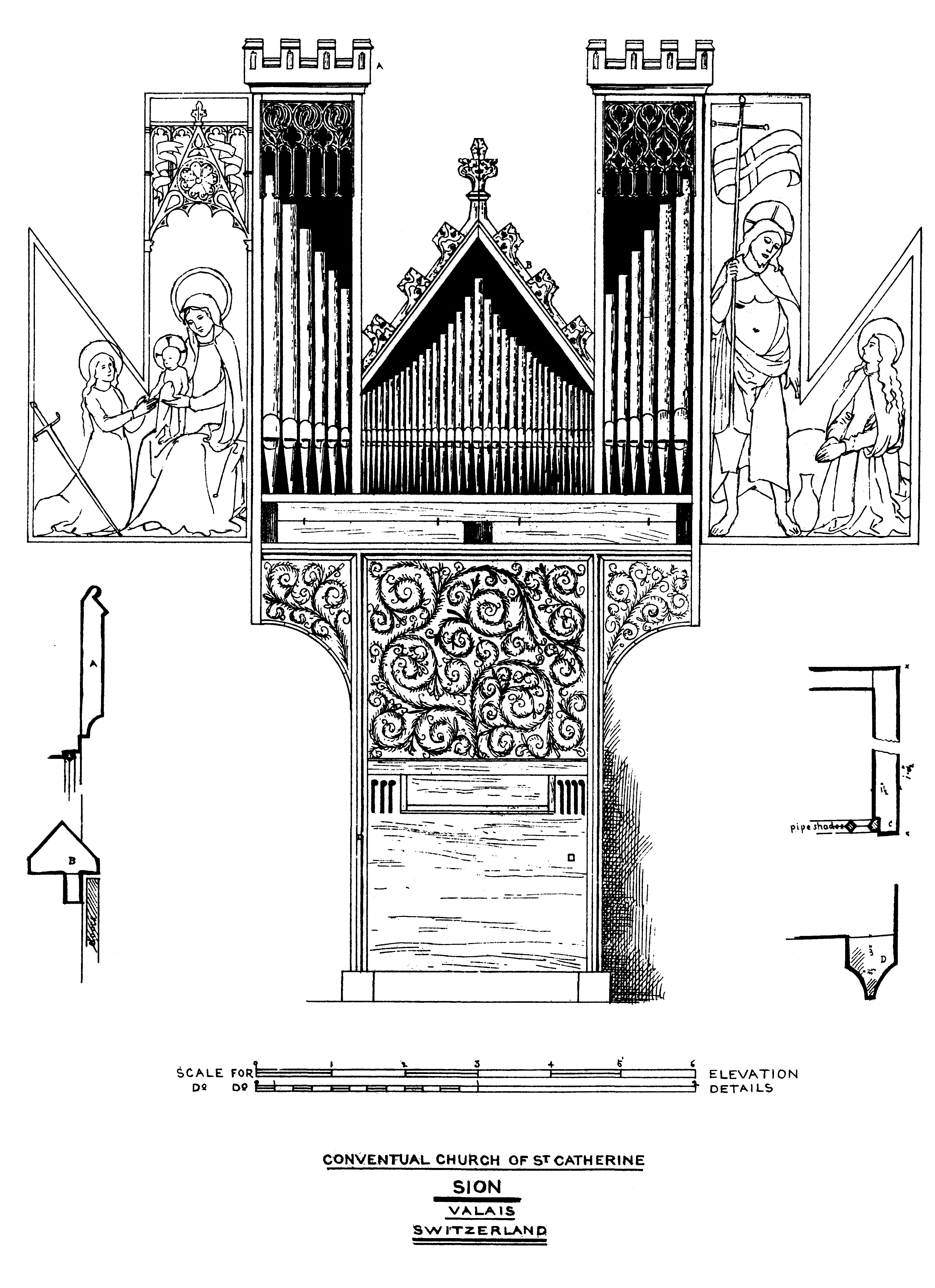
Disegno dello strumento

L'Organo della basilica di Valère, in Sion, Svizzera, è considerato il più antico organo a canne al mondo ancora funzionante.

## Storia
L'organo a canne della Basilica di Valère è stato costruito nel 1435; questa data è stata confermata grazie ad alcune indagini condotte con il carbonio-14. Inoltre, nell'archivio della chiesa, si trova un documento attestante che, fra il 1433 e il 1437, il pittore friborghese Peter Maggenberg ha dipinto le portelle dell'organo.
Lo strumento rimase inalterato fino al 1686 quando, con un restauro di due anni terminato nel 1688, l'organaro Christoph Aebi ha rinnovato il sistema di trasmissione e ha realizzato un nuovo somiere. Nell'ambito di questo restauro, vennero anche inseriti quattro nuovi registri.
Nel 1718 viene installato un registro indipendente per la pedaliera, installata probabilmente durante l'intervento seicentesco ma fino ad allora priva di registri propri, costituito da due file unite di bordone, una di 16' e una 8'. Un ulteriore restauro viene effettuato nel 1827.
Nel 1954, la ditta organaria zurighese Kuhn Orgelbau restaura lo strumento, muto da decenni, con cui, pur mantenendo le aggiunte e le modifiche dei secoli XVII e XVIII, riporta il corista agli originali 448 Hz e la pressione d'aria a 45 mm.

## Descrizione
L'organo è situato sopra una cantoria a nido di rondine a ridosso della parete di controfacciata della basilica.
La cassa dipinta è ancora quella originaria. Essa è costituita da una parte triangolare centrale affiancata da due parti più alte e più strette sormontate da una merlatura che le fa assomigliare alle mura della città. Anche le portelle dipinte sono quelle originali, opera di Peter Maggenberg. Mentre all'esterno raffigurano l'Annunciazione, all'interno raffigurano la Madonna col Bambino (a sinistra) e il Risorto con la Maddalena (a destra).
L'organo è a trasmissione integralmente meccanica (installata nel 1686-1688) con un'unica tastiera di 49 note con prima ottava scavezza e pedaliera dritta scavezza di 9 note costantemente unita al manuale.
L'organo possiede in totale 9 registri di cui otto al manuale ed uno al pedale. Degli otto registri del manuale, sono originari del XV secolo i registri di Octav 2', Quint Minor 1.1/3' e Mixtur II. I comandi dei registri, delle manette a scorrimento verticale, sono disposti alla destra e alla sinistra della tastiera.
Di seguito la disposizione fonica attuale:
| Manuale     |        |
| Principal   | 8'     |
| Octav       | 4'     |
| Coppel      | 4'     |
| Quint Major | 2.2/3' |
| Octav       | 2'     |
| Quint Minor | 1.1/3' |
| Mixtur      | II     |

| Pedal   |          |
| Subbass | 16' + 8' |

Allo stato originario, l'organo disponeva di 3 registri su un unico manuale di 31 note (Si1-Fa4).

### Specifiche dei registri
| Registro           | Specifica                                                                                               |
| ------------------ | --- |
| Principal 8'       | - Do1-La1 in legno, dietro la cassa; - a partire dal Si1 in metallo, in facciata.                       |
| Octav 4'           | - Do1-Fa1 in legno, in comune con Coppel 4'; - a partire dal Sol1 in metallo, indipendente              |
| Coppel 4'          | - Do1-Fa1 in legno, in comune con Octav 4'; - a partire dal Sol1 in legno, indipendente                 |
| Quint Major 2.2/3' | in metallo                                                                                              |
| Octav 2'           | in metallo, originale                                                                                   |
| Quint Minor 1.1/3' | in metallo, originale                                                                                   |
| Mixtur II          | in metallo, originale, così composta: - Do1-Si♭2: 1' + 1/2' - Si2-Si3: 1' + 4/5' - Do4-Do5: 2' + 1.3/5' |
| Subbass 16' + 8'   | in legno, su somiere a parte, dietro la cassa                                                           |